# Völkischsozialer Block
Völkischsozialer Block war die Bezeichnung einer nationalsozialistischen Wahlliste, die 1927 bei der Landtagswahl in Kärnten 1927 kandidierte. Während die Nationalsozialisten der Schulzbewegung in einer Einheitsliste  mit der Großdeutschen Volkspartei und der Christlichsozialen Partei kandidierten, trat die Hitlertreue „NSDAP-Hitlerbewegung“ gemeinsam mit der „völkisch-sozialen Bewegung“ des Grazer Schriftstellers Hans Kipper als „Völkischsozialer Block (Kipperpartei)“ bei der Landtagswahl an. Der Völkischsoziale Block erreichte bei der Landtagswahl 1927 rund 3 % der Stimmen sowie ein Landtagsmandat, das Severin Janschütz zufiel. Der Führer der NSDAP-Schulzbewegung Alois Michner zog hingegen über ein Mandat der Einheitsliste in den Landtag ein. 1929 schlossen die beiden Flügel der NSDAP Frieden, Michner trat in der Folge der NSDAP-Hitlerbewegung bei.
Neben der Landtagswahl 1927 kandidierte der Völkischsoziale Block auch bei der gleichzeitig abgehaltenen Nationalratswahl in Österreich 1927, scheiterte jedoch mit 26.991 Stimmen und einem Stimmenanteil von 0,74 % klar am Einzug in den Nationalrat.
Der Völkischsoziale Block in Österreich ist nicht zu verwechseln mit verschiedenen Wahllisten des Völkisch-Sozialen Blocks und der Nationalsozialistischen Freiheitspartei bzw. Nationalsozialistischen Freiheitsbewegung im Deutschen Reich.